# Liste der Monuments historiques in Ève (Oise)
Die Liste der Monuments historiques in Ève (Oise) führt die Monuments historiques in der französischen Gemeinde Ève auf.

## Liste der Bauwerke
| Bezeichnung       | Beschreibung                  | Standort | Kennzeichnung | Schutzstatus | Datum | Bild           |
| ----------------- | ----------------------------- | -------- | ------------- | ------------ | ----- | -------------- |
| Kirche Notre-Dame | Erbaut ab dem 12. Jahrhundert | (Lage)   | PA00114681    | Classé       | 1987  | weitere Bilder |

## Liste der Objekte

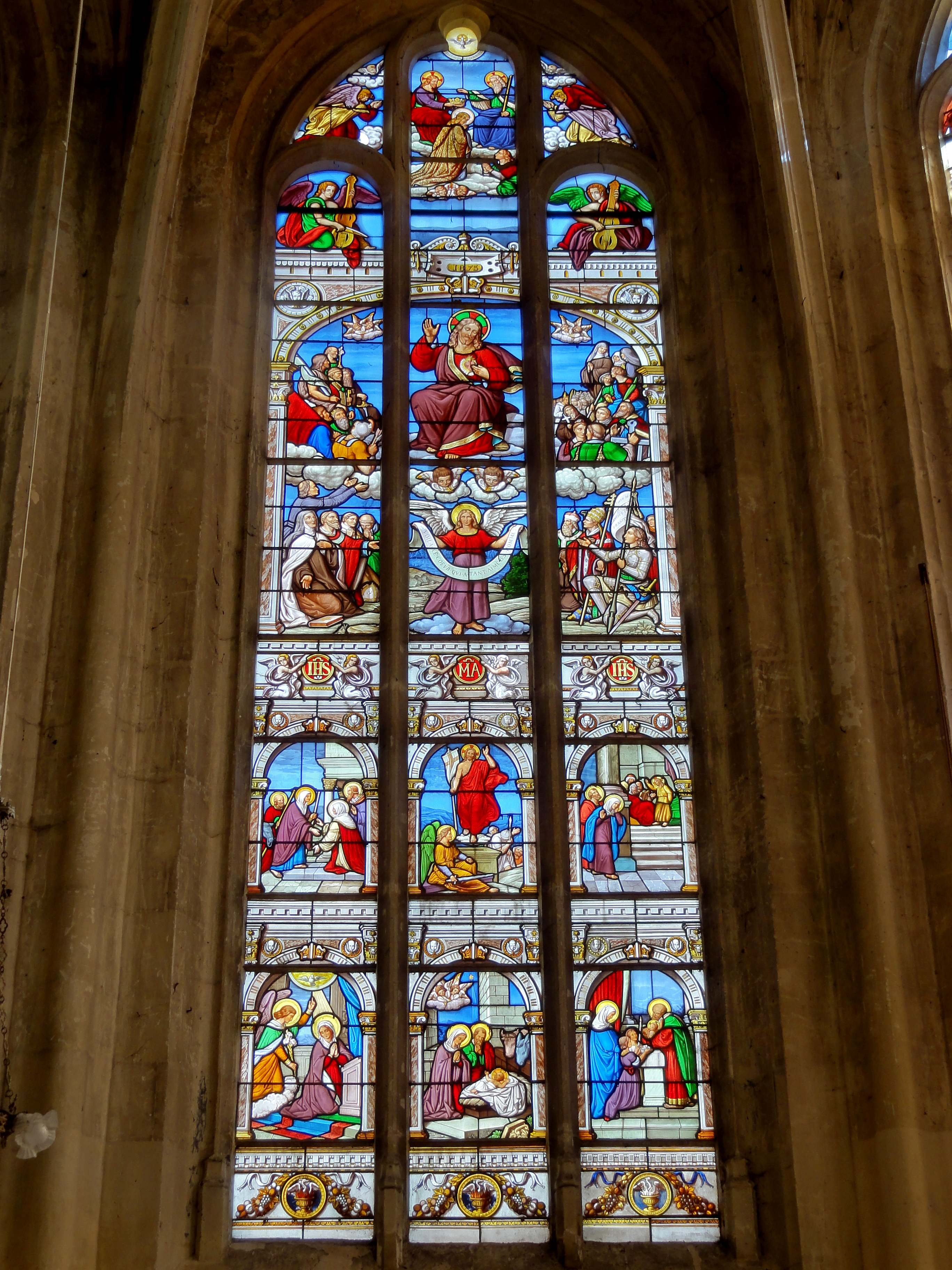
Bleiglasfenster Nr. 1 aus dem Jahr 1873 mit der Darstellung des Lebens Christi in der Kirche Notre-Dame

- Monuments historiques (Objekte) in Ève (Oise) in der Base Palissy des französischen Kultusministeriums